# Eilica trilineata
Eilica trilineata är en spindelart som först beskrevs av Cândido Firmino de Mello-Leitão 1941. 
Eilica trilineata ingår i släktet Eilica och familjen plattbuksspindlar. Inga underarter finns listade i Catalogue of Life.